# Johan Kvarnström
Johan Birger Matias Kvarnström, född 27 mars 1986 i Ekenäs, är en finländsk socialdemokratisk politiker. Han är ledamot av Finlands riksdag sedan 2019. Till utbildningen är Kvarnström filosofie magister från Åbo Akademi. Han har arbetat som journalist.
Kvarnström blev invald i riksdagsvalet 2019 med 4 219 röster från Nylands valkrets.
Kvarnström har också varit verksam som rappare med artistnamnet Qruu. Låten Allas lika värde (2016) beskrev han som ett bidrag till diskussionen kring flyktingfrågan.